# شنگ اسبی گون (سرده)
شنگ اسبی گون (نام علمی: Epilasia) نام یک سرده از تیره کاسنیان است.